# Christos Mastrou
Christos Mastrou (in greco: Χρίστος Μάστρου; Dherynia, 3 gennaio 1988) è un ex calciatore cipriota, di ruolo portiere.

## Carriera

### Club
Ha giocato per squadre cipriote. Ha giocato per l'Anorthosis sino al 21 luglio 2013, data in cui ha firmato con l'Enosis Neon Paralimni.

### Nazionale
Ha esordito con la nazionale maggiore nel 2012.